# Carlos Ibáñez del Campo

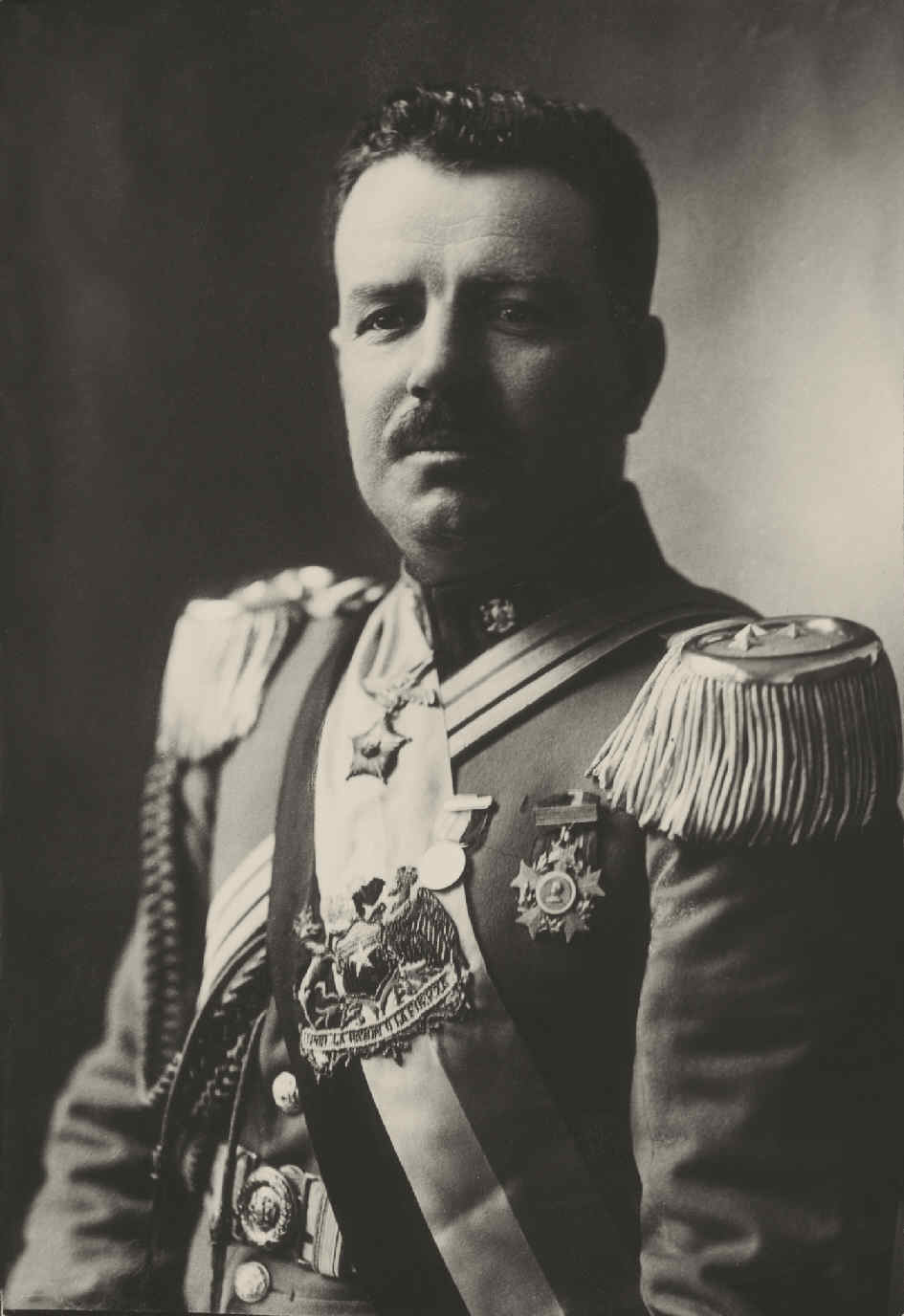
Carlos Ibáñez del Campo, 1927

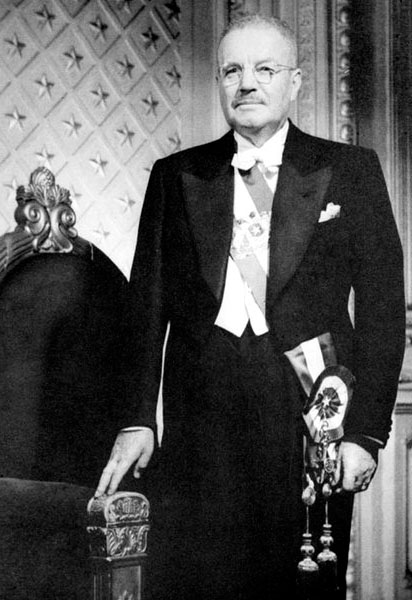
Carlos Ibáñez del Campo als Präsident in den 1950er Jahren

Carlos Ibáñez del Campo (* 3. November 1877 in Linares; † 28. April 1960 in Santiago de Chile) war ein chilenischer Militär und Politiker. Nachdem er ab 1925 verschiedene Ministerposten bekleidet hatte, amtierte er von 1927 bis 1931 sowie von 1952 bis 1958 als Staatspräsident.

## Leben
Ibáñez besuchte die Schule in Linares und trat im März 1896 in die Escuela Militar in Santiago de Chile ein, die nach preußischem Vorbild reformierte Hauptkadettenanstalt des chilenischen Heeres, die er nach zwei Jahren planmäßig als Leutnant verließ. Er wurde dem in Santiago stationierten Elite-Kavallerieregiment der Cazadores (Jäger zu Pferd) zugewiesen. 1903 führte ihn ein militärischer Auftrag als Ausbilder nach El Salvador. Während seiner Zeit dort brach ein Krieg gegen Guatemala aus, in dem die chilenischen Berater Weisung hatten, sich strikt neutral zu verhalten. Ibáñez widersetzte sich und nahm aktiv an den Kampfhandlungen teil, die ihm den Rang eines Obersten der salvadorianischen Armee bescherten. 1907 heiratete er Rosita Quiroz y Ávila, die einer Aristokratenfamilie El Salvadors entstammte.
1909 kehrte Ibáñez mit seiner Familie nach Chile zurück, wo er die Militärakademie besuchte, um seine Offizierslaufbahn in der Heimat fortzusetzen. 1916 wurde er zum Major befördert, diente als Adjutant und übernahm die Leitung der seit 1912 unter seiner Mitwirkung aufgebauten Polizeischule Escuela de Carabineros. 1918 starb seine Frau. Ibáñez wurde zum Polizeipräfekten der Provinz Iquique im Norden Chiles ernannt. Im Wahlkampf der Präsidentschaftswahl von 1920 unterstützte er den siegreichen Kandidaten Arturo Alessandri Palma, der nach der durch den Ersten Weltkrieg mitverursachten Absatzkrise, die Chile schwer getroffen hatte, einen radikalen Politikwechsel unter Entmachtung der herrschenden liberalen Eliten anstrebte. Alessandri ernannte Ibáñez del Campo zum Direktor der Kavallerie-Schule in Santiago de Chile.
Bei den Kongresswahlen vom März 1924 siegte die Alianza Liberal in beiden Kammern, so dass Präsident Alessandri gegen die parlamentarische Mehrheit regieren musste und praktisch handlungsunfähig war. Gleichzeitig erhob sich die chilenische Armee in einem Pronunciamiento gegen die geringe Besoldung, mangelnde Ausrüstung und die schlechten Aufstiegsmöglichkeiten. Die Heeresleitung trat im Senat auf, um die Unzufriedenheit der Armee zu verdeutlichen; am 5. September 1924 trafen sich Vertreter des Militärkomitees (Junta Militar) mit Präsident Alessandri und erreichten, dass dieser ein neues Regierungskabinett berief, dem auch General Luis Altamirano angehörte. Unter dem Druck, den das Militär ausübte, passierten die Gesetze zur Verbesserung der Heeresausrüstung sehr schnell den Senat. Alessandri wurde zum Rücktritt gezwungen und flüchtete in die Botschaft der Vereinigten Staaten. Er verbrachte die folgenden Monate in Europa, ohne offiziell auf sein Amt zu verzichten.
General Altamirano wurde neuer Vizepräsident und Innenminister, löste den Kongress auf und hielt damit die Regierungsgewalt mit seiner Regierungs-Junta vollständig in Händen. Bald kam es zu Differenzen zwischen dieser und der Militär-Junta unter Ibáñez. Altamirano sandte Ibáñez nach Europa und gestattete ihm erst Ende des Jahres zurückzukehren.
Die Unzufriedenheit des Heeres fand mit der neuen Regierung kein Ende: Am 23. Januar 1925 kam es zum Staatsstreich, die Kavallerieschule unter Ibáñez und zwei Jagdschwadronen stürmten die Moneda, den Präsidentenpalast von Santiago. Ibáñez übernahm das Amt des Kriegs- und Marineministers. Am 20. März 1925 kehrte Alessandri auf Drängen von Ibáñez und anderen Vertretern des Heeres und gegen den Widerstand der Marine wieder ins Amt des Präsidenten zurück, behielt aber alle Minister des vorherigen Kabinetts, so auch Ibáñez als Kriegsminister. Gemeinsam brachten Ibáñez und Alessandri die im August per Volksabstimmung legitimierte neue Verfassung Chiles von 1925 auf den Weg, die das Land in eine präsidentielle Demokratie zurückverwandelte und die seit dem Bürgerkrieg von 1891 umfassende Machtstellung des Parlaments einschränkte. Die Möglichkeiten zu einer parlamentarischen Opposition wurden blockiert, die Presse und die Gewerkschaften durch seine Eliteeinheiten eingeschüchtert. Bei den Präsidentschaftswahlen vom Oktober 1925 wollte Ibáñez – als starker Mann und Interessenvertreter des Heeres – selbst für das Amt kandidieren. Alessandri drängte ihn, im Gegenzug seinen Ministerposten abzugeben. Doch Ibáñez weigerte sich, worauf alle anderen Minister im Kabinett zurücktraten und sich die Entfremdung zwischen ihm und Alessandri verschärfte.
Damit war Ibáñez der einzige verbleibende Minister, was dazu führte, dass praktisch jede Maßnahme des Präsidenten seine Unterschrift erfordert hätte, um Geltung zu erlangen. Alessandri hatte sein gesamtes Kabinett verloren und hing vom Wohlwollen des einzigen Ministers ab, den er überdies zum Rücktritt aufgefordert hatte. Diese Situation erschien ihm untragbar, so dass auch er zurücktrat. Damit hatte Ibáñez mit seiner Präsidentschaftskandidatur und dem Festhalten an seinem Ministerposten bereits lange vor den Wahlen eine Staatskrise ausgelöst.
Am 23. Dezember 1925 wurde Emiliano Figueroa Larraín zum neuen Präsidenten Chiles gewählt. Ibáñez blieb als Kriegsminister auch im neuen Kabinett der eigentliche starke Mann hinter einem kaum handlungsfähigen Präsidenten. Als im Februar 1927 der Innenminister zurücktrat, übernahm Ibáñez auch dieses Amt und schwächte damit die Position des Präsidenten weiter, der schließlich am 7. April 1927 zurücktrat. Carlos Ibáñez übernahm als Vizepräsident die Regierung. Bei den Wahlen für Figueroas Nachfolge trat Ibáñez mit dem Programm an, die Forderungen der „Revolution von 1924“ endlich zu erfüllen. Am 21. Juli 1927 wurde er zum Präsidenten Chiles ernannt.
Dank der hohen Kupferpreise war die Wirtschaftslage günstig und erlaubte ihm, ein umfangreiches Programm öffentlicher Investitionen aufzulegen. 1927 fusionierte er die bestehende berittene Miliz (Carabineros) mit den zivilen Polizeien der Gemeinden und Provinzen zu den Carabineros de Chile, der kasernierten Gendarmerie Chiles, die seitdem die chilenische Schutzpolizei bildet und bis 2011 der Armee unterstellt war. In seine Amtszeit fällt auch die Einteilung der Republik in sechsundzwanzig neue Provinzen auf der Basis der Verfassung von 1925. 1928 gründete er die chilenische Luftwaffe sowie die Fluglinie Línea Aérea Nacional de Chile (LAN Chile). Unter Ibáñez’ als linksautoritär charakterisierter Präsidentschaft spielte der Staat in der Wirtschaft und im Sozialwesen eine führende Rolle, die mit einer deutlichen Ausweitung der öffentlichen Dienste und ihrer Bürokratie einherging. US-amerikanische Banken lieferten Kredite von 300 Millionen Dollar.
Außenpolitisch erreichte Ibáñez eine Normalisierung der Beziehungen mit Peru und Bolivien, die ihren Ausdruck etwa in der Eisenbahnlinie zwischen Arica und dem bolivianischen La Paz oder im Vertrag von Ancón (mit Peru) fanden.
Die große Wirtschaftskrise von 1929 traf Chile hart. Die Arbeitslosigkeit erreichte enorme Ausmaße, und weite Teile der Bevölkerung litten Hunger. Die Studenten der Universidad de Chile traten in den Streik und ihre Kommilitonen von der Pontificia Universidad Católica de Chile griffen sogar zu den Waffen. Ein Generalstreik verschärfte die Situation und zwang Carlos Ibáñez am 26. Juli 1931 zum Rücktritt. Er ging nach Argentinien ins Exil.
1938 kehrte er zurück, um bei den anstehenden Präsidentschaftswahlen erneut zu kandidieren. Der Wahlkampf wurde am 5. September von einem Staatsstreichversuch der Nationalsozialistischen Bewegung Chiles abrupt beendet, an dem Ibáñez nicht beteiligt war.
Am 4. November 1952 zog Carlos Ibáñez erneut in die Moneda ein, nachdem er die Präsidentschaftswahlen mit 46,8 % der Stimmen klar gewonnen hatte. Vorsichtige Ansätze einer liberaleren Wirtschaftspolitik, die seine Berater ihm nahelegten, scheiterten bald. Erfolgreicher waren seine Bemühungen um eine Erweiterung des Wahlrechts für alle Bürger. 1953 vereinigte er die vier wichtigsten staatlichen Finanzinstitutionen, um die Banco del Estado de Chile, die einzige chilenische Staatsbank, zu gründen.
1958, zum Ende seiner Amtszeit, übergab er die Moneda an seinen gewählten Nachfolger Jorge Alessandri, den Sohn seines früheren Bundesgenossen Arturo Alessandri, und zog sich aus dem politischen Leben zurück. Zwei Jahre später starb er.

## Auszeichnungen (Auswahl)
- 1953: Sonderstufe des Großkreuzes des Verdienstordens der Bundesrepublik Deutschland
- 1954: Großkreuz des Verdienstordens der Italienischen Republik